# Centre espacial de Xichang

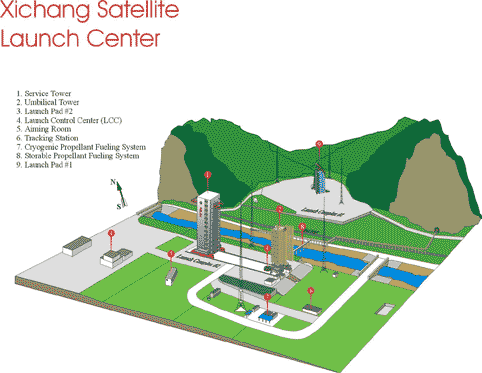
Esquema del Centre Espacial de Xichang

El  Centre espacial Xichang  (XSLC) és una instal·lació xinesa a 64 km al nord-oest de la ciutat de Xichang a la província de Sichuan. Està servit per un ferrocarril dedicat des de l'aeroport de Xichang Qinshan.
Les instal·lacions del centre espacial funcionen des de 1984 i són principalment un lloc de llançament de coets d'alt poder d'empenta i satèl·lits climàtics i geoestacionaris.